# التعليم في إنجلترا
التعليم في إنجلترا يخضع لإشراف وزارة التعليم ووزارة الأعمال والابتكار والمهارات. وتتولى السلطات المحلية (LA) مسئولية تنفيذ سياسات التعليم العام والمدارس الحكومية على المستوى المحلي.
ونظام التعليم مقسم إلى السنوات المبكرة (للفترة العمرية ما بين 3 إلى 4 أعوام) والتعليم الابتدائي (للفترة العمرية ما بين 4 إلى 11 عامًا) والتعليم الثانوي (للفترة العمرية ما بين 11 إلى 18 عامًا) والتعليم العالي (للفترة العمرية الأكبر من 18 عامًا).
ويعد التعليم بدوام كامل إجباريًا على كل الأطفال الذين تتراوح أعمارهم بين 5 أعوام إلى 17 عامًا (من عام 2013 وحتى 18 عامًا من 10000)، سواء في المدارس أو في أي مكان آخر، حيث يبدأ الطفل التعليم الابتدائي أثناء العام الدراسي الذي يصل عمرة فيه إلى 5 أعوام. ويمكن أن يستمر الطلبة حينها في إكمال دراستهم الثانوية لعامين آخرين (النموذج السادس)، مما يؤدي بشكل نموذجي إلى مؤهلات المستوى «أ» رغم وجود مؤهلات ودورات أخرى، بما في ذلك مؤهلات مجلس الأعمال وتعليم التقنيات (BTEC) والبكالوريا الدولية (IB) ومرحلة ما قبل الجامعة في كامبريدج (Cambridge Pre-U). وقد تم رفع عمر إنهاء التعليم الإجباري إلى 18 عامًا من خلال قانون التعليم والمهارات لعام 2008. ويسري التغيير في عام 2013 على الطلبة الذين تبلغ أعمارهم 16 عامًا، وفي عام 2015 على الطلبة الذين تبلغ أعمارهم 17 عامًا. ويتم دفع تكاليف الدراسة التي توفرها الدولة وتعليم النموذج السادس من خلال الضرائب. كما أن إنجلترا كذلك لديها تقليد يتمثل في الدراسة المستقلة، إلا أن أولياء الأمور يمكنهم اختيار تعليم أطفالهم من خلال أي وسيلة يرونها مناسبة.
وغالبًا ما يبدأ التعليم العالي بدرجة بكالوريوس بعد الدراسة على مدار ثلاثة أعوام. وتشتمل درجات الدراسة العليا على درجة الماجستير، سواء من خلال التعليم أو من خلال الأبحاث، ودرجة الدكتوراه، وهي درجة بحثية تحتاج في الغالب إلى ثلاثة أعوام على الأقل. وتتطلب الجامعات ميثاقًا ملكيًا لإصدار الدرجات، ويتم تمويلها جميعها، باستثناء واحدة فقط منها، من خلال الدولة من خلال رسوم التعليم، والتي تصل إلى 9000 يورو في الفصل الدراسي للطلاب الإنجليز والويلزيين وطلاب الاتحاد الأوروبي.

## التعليم الابتدائي والثانوي
يبدأ العام الدراسي في الأول من سبتمبر (أو الأول من أغسطس إذا كان الفصل الدراسي يبدأ في أغسطس). ويكون التعليم إجباريًا على كل الأطفال عندما يكملون عامهم الخامس وحتى آخر يوم جمعة في يونيو من العام الدراسي الذي يصل عمرهم فيه إلى 16 عامًا. وسيتم رفع هذا، في عام 2013، إلى العام الذي يصلون فيه إلى 17 عامًا، وفي عام 2015، إلى عيد ميلادهم الـ 18.

### النظام المدرسي الذي تموله الدولة
يتم تمويل المدارس والكليات التي تديرها الدولة من خلال الضرائب القومية، وهي تقبل الطلاب بالمجان بين عمر ثلاثة أعوام إلى ثمانية عشر عامًا.
ويمكن أن تفرض المدارس تكاليف نظير تقديم أنشطة مثل السباحة والزيارات المسرحية والرحلات الميدانية، شريطة أن تكون تلك التكاليف تطوعية، وبالتالي نضمن أن يُسمح لأولئك الذين لا يمكنهم دفع تلك التكاليف بالمشاركة في تلك الأحداث.
وعلى وجه التقريب، يحضر 93% من الطلاب المدرسيين مثل تلك المدارس.
وهناك أقلية كبيرة من المدارس التي تمولها الدولة عبارة عن مدارس دينية، تكون تابعة للمجموعات الدينية، والتي تكون في الغالب عبارة عن كنيسة إنجلترا أو الكنيسة الرومانية الكاثوليكية.
كما أن هناك مجموعة صغيرة كذلك من المدارس الداخلية التي تمولها الدولة، والتي تفرض رسومًا على الإقامة الداخلية وليس على التعليم. وتقتصر رسوم الإقامة الداخلية على 12000 يورو في العام.
وعلى وجه التقريب، فإن 90% من المدارس الثانوية التي تمولها الدولة هي مدارس متخصصة، حيث تتلقى التمويل الإضافي من أجل تطوير أمر واحد أو أكثر من الأمور التي تتخصص فيها المدرسة.

#### الأعوام الدراسية
يوضح الجدول الوارد أدناه أشهر أنماط الدراسة في القطاع الحكومي في إنجلترا. ويتم وضع الطلاب بشكل طبيعي في مجموعات حسب الأعوام يتم تحديدها حسب العمر الذي يصلون إليه في عيد ميلادهم الذي يصاحب العام الدراسي. في معظم الحالات، يعتمد الانتقال من مجموعة من المجموعات المقسمة حسب الأعوام إلى مجموعة أخرى فقط على العمر الزمني، رغم أنه من المحتمل في بعض الحالات للطلاب إعادة أو تجاوز عام من الأعوام.
ويمكن أن تنجم الإعادة عن عدم الحضور، بسبب فترات المرض الطويلة على سبيل المثال، وخصوصًا في السنوات التي تتطلب إجراء اختبارات قياسية.
كما يمكن أن يتم تقديم الطفل الذي يكون متميزًا للغاية في مستواه عن أقرانه في الفصل بمقدار عام واحد أو أكثر.
| العمر الذي يصل إليه الطالب في عيد ميلاده المصاحب للعام الدراسي | العام                                    | مرحلة المنهج                                                                                     | المدارس                    | المدارس                                   | المدارس                            |
| -------------------------------------------------------------- | ---------------------------------------- | ------------------------------------------------------------------------------------------------ | -------------------------- | ----------------------------------------- | ---------------------------------- |
| 4                                                              | روضة الأطفال                             | مرحلة التعليم الأساسي                                                                            | مدرسة روضة الأطفال         | مدرسة روضة الأطفال                        | مدرسة روضة الأطفال                 |
| 5                                                              | الاستقبال                                | مرحلة التعليم الأساسي                                                                            | مدرسة الأطفال              | المدرسة الابتدائية                        | المدرسة الأولى                     |
| 6                                                              | العام الأول                              | المرحلة الرئيسية الأولى                                                                          | مدرسة الأطفال              | المدرسة الابتدائية                        | المدرسة الأولى                     |
| 7                                                              | العام الثاني                             | المرحلة الرئيسية الأولى                                                                          | مدرسة الأطفال              | المدرسة الابتدائية                        | المدرسة الأولى                     |
| 8                                                              | العام الثالث                             | المرحلة الرئيسية الثانية                                                                         | مدرسة المبتدئين            | المدرسة الابتدائية                        | المدرسة الأولى                     |
| 9                                                              | العام الرابع                             | المرحلة الرئيسية الثانية                                                                         | مدرسة المبتدئين            | المدرسة الابتدائية                        | المدرسة الأولى                     |
| 10                                                             | العام الخامس                             | المرحلة الرئيسية الثانية                                                                         | مدرسة المبتدئين            | المدرسة الابتدائية                        | مدارس المرحلة المتوسطة             |
| 11                                                             | العام السادس                             | المرحلة الرئيسية الثانية                                                                         | مدرسة المبتدئين            | المدرسة الابتدائية                        | مدارس المرحلة المتوسطة             |
| 12                                                             | العام السابع                             | المرحلة الرئيسية الثالثة                                                                         | المدرسة الثانوية           | المدرسة الثانوية التي تتبع النموذج السادس | مدارس المرحلة المتوسطة             |
| 13                                                             | العام الثامن                             | المرحلة الرئيسية الثالثة                                                                         | المدرسة الثانوية           | المدرسة الثانوية التي تتبع النموذج السادس | مدارس المرحلة المتوسطة             |
| 14                                                             | العام التاسع                             | المرحلة الرئيسية الثالثة                                                                         | المدرسة الثانوية           | المدرسة الثانوية التي تتبع النموذج السادس | المدرسة العليا أو المدرسة الثانوية |
| 15                                                             | العام العاشر                             | المرحلة الرئيسية الرابعة / الشهادة العامة للتعليم الثانوي (GCSE)                                 | المدرسة الثانوية           | المدرسة الثانوية التي تتبع النموذج السادس | المدرسة العليا أو المدرسة الثانوية |
| 16                                                             | العام الحادي عشر                         | المرحلة الرئيسية الرابعة / الشهادة العامة للتعليم الثانوي (GCSE)                                 | المدرسة الثانوية           | المدرسة الثانوية التي تتبع النموذج السادس | المدرسة العليا أو المدرسة الثانوية |
| 17                                                             | العام الثاني عشر (المستوى السادس الأقل)  | النموذج السادس / المستوى "أ"، البكالوريا الدولية، مرحلة ما قبل الجامعة في كامبريدج، وما إلى ذلك. | الكلية[ ؟ ]/النموذج السادس | المدرسة الثانوية التي تتبع النموذج السادس | المدرسة العليا أو المدرسة الثانوية |
| 18                                                             | العام الثالث عشر (المستوى السادس الأعلى) | النموذج السادس / المستوى "أ"، البكالوريا الدولية، مرحلة ما قبل الجامعة في كامبريدج، وما إلى ذلك. | الكلية[ ؟ ]/النموذج السادس | المدرسة الثانوية التي تتبع النموذج السادس | المدرسة العليا أو المدرسة الثانوية |

في أغلب الحالات، ينتقل الطلاب من مستويات الدراسة الابتدائية إلى مستويات الدراسة الثانوية في عمر الحادية عشرة، وفي بعض المناطق، يتم تقسيم كل من أو أي من المستويات الابتدائية والثانوية.
وهناك بعض المناطق القليلة التي تستخدم أنظمة التعليم ثلاثي الطبقات مع وجود مستوى متوسط وسيط في الفترة العمرية بين 9 أعوام إلى 13 عامًا.
ويتاح التعليم الذي يتم تمويله من الدولة في رياض الأطفال من عمر الثالثة، ويمكن أن يكون بدوام كامل أو بدوام جزئي، رغم أنه لا يكون إجباريًا.
وإذا تم تسجيل الطالب في مدرسة تابعة للدولة، يكون الحضور إلزاميًا بدءًا من الفصل الدراسي الذي يتبع وصول عمر الطفل إلى الخامسة. ويمكن تسجيل الأطفال في عام الاستقبال في سبتمبر من هذا العام الدراسي، وبالتالي يبدأ الانضمام إلى المدرسة في عمر أربعة أعوام أو أربعة أعوام ونصف. وما لم يقرر الطالب البقاء في النظام التعليمي، ينتهي الحضور الإلزامي للمدرسة في آخر يوم جمعة في شهر يونيو أثناء العام الأكاديمي الذي يصل عمر الطالب فيه إلى 16 عامًا.
حسب المنهج القومي، يخضع كل التلاميذ لاختبارات المنهج القومي (والتي يشار إليها اختصارًا باسم NCT، والتي ما زال يشار إليها في الغالب باسمها القديم وهو اختبارات التحصيل القياسية أو SAT اختصارًا) مع نهاية المرحلة الرئيسية الثانية في المواد الرئيسية المتمثلة في معرفة القراءة والكتابة والحساب والعلوم، باستثناء مواد التعليم الأساسي مثل الجغرافيا والتاريخ وتقنية المعلومات والاتصالات، حيث يتم استخدام تقييم المعلمين الفرديين بدلاً من ذلك.
وفي الطبيعي، يخضع التلاميذ لاختبارات الشهادة العامة للتعليم الثانوي (GCSE) في آخر عامين من المرحلة الرئيسية الرابعة، إلا أنهم يمكن أن يقرروا كذلك العمل على تحصيل مؤهلات بديلة، مثل التأهيل المهني القومي العام (GNVQ).
وقد تم إيقاف الاختبارات السابقة التي كان يتم إجراؤها مع نهاية المرحلة الرئيسية الثالثة بعد اختبارات عام 2008، حيث ظهرت مشكلات خطيرة تتعلق بالإجراءات الخاصة بالعلامات والدرجات. والآن، في نهاية المرحلة الرئيسية الأول والمرحلة الرئيسية الثالثة، يتم اختبار التقدم من خلال تقييم المعلمين الفرديين مقارنةً بأهداف تحصيل المنهج القومي في كل المواد.
ويتم نشر نتائج الاختبارات للمدارس، وهي تعد بمثابة المقياس الهام لأداء تلك المدارس.